# کاروانسرای میامی
کاروانسرای میامی مربوط به دوره صفوی است و در استان سمنان، شهرستان میامی، خیابان امام رضا واقع شده و این اثر در تاریخ ۱۷ اردیبهشت ۱۳۶۵ با شمارهٔ ثبت ۱۷۱۸ به‌عنوان یکی از آثار ملی ایران به ثبت رسیده‌است.

## ثبت در فهرست میراث جهانی
در ۲۶ شهریور ۱۴۰۲ در جریان چهل و پنجمین اجلاس کمیته میراث جهانی یونسکو در ریاض، کاروانسرای میامی به‌همراه ۵۳ کاروانسرای تاریخی دیگر (جمعاً ۵۴ کاروانسرا در ۲۴ استان ایران) تحت عنوان کاروانسراهای ایرانی در فهرست میراث جهانی قرار گرفتند. این مجموعه جهانی به عنوان بیستمین و هفتمین اثر جهانی کشور ایران شناخته می‌شود.